# مهند شاد أوغلو
مهند شاد أوغلو هو أحد الشخصيات الرئيسية لمسلسل نور، وهو شاب فاسد وأنيق وحفيد فكري بيك صاحب شركة شاد أوغلو العريقة والكبيرة للأزياء والملابس، ويعمل مديراً لهذه الشركة، وهو زوج الشخصية النسائية الرئيسية في المسلسل وهي نور شاد أوغلو. اسم الشخصية بالعربية (مهند شاد أوغلو)، وبالتركية (Mehmet) ويعني (محمد) بالعربية. أدى هذه الشخصية الممثل التركي كيفانتش تاتليتوغ وتم دبلجته إلى العربية باللهجة السورية بواسطة الممثل السوري مكسيم خليل.